# Liste der Flüsse im Lied Grímnismál
In der nordischen Mythologie wird im Lied Grímnismál ein Katalog von etwa vierzig Flüssen genannt, den Snorri Sturluson in seiner Prosa-Edda an zwei Stellen teilweise wiederholt. Zum einen bezeichnet er elf dieser Flüsse als Élivágar, das sind für ihn die Flüsse der Vorzeit. Zum anderen listet er 25 der Namen im gleichen Zusammenhang wie das Lied Grímnismál auf. Einige dieser Flüsse werden auch durch die Þulur überliefert.
Der Flussnamenkatalog stellt die Forschung vor einige Rätsel. Nur vier der Flüsse werden noch an anderen Stellen der nordischen Mythologie erwähnt. Zwei von ihnen gehen auf irdische Flüsse zurück (Dwina, Rhein). Mit mäßigem Erfolg hat man versucht, die restlichen Namen mit irdischen Flüssen in Norwegen, Schweden, Dänemark und England in Verbindung zu bringen. Möglicherweise gehen viele der Namen auch gar nicht auf Flüsse der nordischen Mythologie zurück, sondern wurden aus mnemotechnischen Gründen erfunden, um bessere Merkreihen zu erhalten.

## Legende der Abkürzungen
In der Liste werden die Fundstellen in der nordischen Mythologie mit folgenden Abkürzungen bezeichnet:
- Grm: Grímnismál (Götterlied der Lieder-Edda)
- Gyl: Gylfaginning (Erster Teil von Snorri Sturlusons Prosa-Edda)
- Hav: Hávamál (Götterlied der Lieder-Edda)
- HH II: Helgakviða Hundingsbana II (das zweite Lied von Helgi dem Hundingstöter, Heldenlied der Lieder-Edda)
- Skm: Skáldskaparmál (Zweiter Teil von Snorri Sturlusons Prosa-Edda)
- Vsp: Vǫluspá (Götterlied der Lieder-Edda)

## Liste der Flussnamen
| Nr. | Name (altnordisch)   | Name (deutsch)        | Bedeutung (Gurevic, Simek)                               | Nr. in Grm 27-29 | Nr. in Gyl 4 | Nr. in Gyl 39 | Þulur | Anmerkungen |
| --- | -------------------- | --------------------- | -------------------------------------------------------- | ---------------- | ------------ | ------------- | ----- | --- |
| 1   | Eikin                | Eikin                 | die Wütende                                              | 4                |              | 4             | X     | Ein Fluss in oder an der Grenze von Asgard (Gyl 39, Grm 27). |
| 2   | Fimbulþul            | Fimbulthul            | die laut Brausende? mächtiger Wind? mächtiger Redner?    | 8                | 4            | 8             |       | Der Fluss strömt aus Hvergelmir (Gyl 4) und gehört zu den Élivágar (Gyl 5). Er fließt in oder an der Grenze von Asgard (Gyl 39, Grm 27). Fimbulthulr „mächtiger Redner“ ist auch ein Beiname von Odin (Hav 80, 142). |
| 3   | Fjǫrm                | Fjörm                 | die Eilige, die Eilende                                  | 7                | 3            | 7             |       | Der Fluss strömt aus Hvergelmir (Gyl 4) und gehört zu den Élivágar (Gyl 5). Er fließt in oder an der Grenze von Asgard (Gyl 39, Grm 27). |
| 4   | Geirvimull           | Geirwimull            | die von Speeren wimmelnde, von Speeren sprudelnder Fluss | 14               |              | 12            |       | Ein Fluss in oder an der Grenze von Asgard (Gyl 39, Grm 27). Der Name erinnert an Flüsse der christlichen Visionsliteratur, die ebenfalls Waffen führen, vergleiche auch Slíðr (Nr. 25, Vsp 36) und Saxo Grammaticus: Gesta Danorum, 1,31. |
| 5   | Gipul                | Gipul                 | die Brausende? die Klaffende?                            | 11               |              | 9             |       | Ein Fluss in oder an der Grenze von Asgard (Gyl 39, Grm 27). |
| 6   | Gjǫll                | Gjöll                 | Lärm (die Lärmende)                                      | 36               | 11           |               |       | Der Fluss strömt aus Hvergelmir (Gyl 4) und gehört zu den Élivágar (Gyl 5). Er fließt sodann an Midgard vorbei und stürzt anschließend hinab zur Welt der Hel (Grm 28). Er ist dabei der Fluss, der dem Totenreich am nächsten kommt (Gyl 4). Die Toten müssen ihn überqueren, in dem sie über die Brücke Gjallarbrú gehen, die von der Riesin Modgudr bewacht wird (Gyl 47). Gjöll entspricht somit dem Styx in der griechischen Mythologie. |
| 7   | Gǫmul                | Gömul                 | die Alte                                                 | 13               |              | 11            | X     | Ein Fluss in oder an der Grenze von Asgard (Gyl 39, Grm 27). |
| 8   | Gǫpul                | Göpul                 | die Tosende? die Klaffende?                              | 12               |              | 10            |       | Ein Fluss in oder an der Grenze von Asgard (Gyl 39, Grm 27). |
| 9   | Gráð                 | Grad                  | die Gierige? die Bö?                                     | 19               |              | 17            |       | |
| 10  | Gunnþorin, Gunnþráin | Gunthorin, Gunnthrain | die Kampfeslustige                                       | 20               |              | 18            |       | |
| 11  | Gunnþró, Gunnþrá     | Gunthro, Gunnthra     | Gunnthro: Kampfrinne; Gunnthra: die Kampfeslustige       | 6                | 2            | 6             |       | Der Fluss strömt aus Hvergelmir (Gyl 4) und gehört zu den Élivágar (Gyl 5). Er fließt in oder an der Grenze von Asgard (Gyl 39, Grm 27). |
| 12  | Hǫll                 | Höll                  | die abwärts Fließende? die Glatte? die Trügerische?      | 18               |              | 16            |       | |
| 13  | Hríð                 | Hrid                  | Unwetter (die Stürmische)                                | 29               | 6            |               |       | Der Fluss strömt aus Hvergelmir (Gyl 4) und gehört zu den Élivágar (Gyl 5). |
| 14  | Hrǫnn                | Hrönn                 | die Welle                                                | 27               |              | 22            |       | Hrǫnn heißt auch eine der 9 Mütter Heimdalls (Skm 76). |
| 15a | Kerlaug              | Kerlaug               | Wannenbad                                                | 40               |              |               | X     | Die zwei Kerlaugar gehören zu den Flüssen, die Thor jeden Tag durchwaten muss, um zum Richtplatz der Götter bei Yggdrasil zu gelangen, da die Asenbrücke Bifröst ganz in Flammen steht und die heiligen Wasser (der Flüsse?) zum Sieden bringt (Grm 29). |
| 15b | Kerlaug              | Kerlaug               | Wannenbad                                                | 41               |              |               | X     | |
| 16  | Kǫrmt                | Körmt                 | die Schützende?                                          | 38               |              |               |       | Kǫrmt gehört zu den Flüssen, die Thor jeden Tag durchwaten muss, um zum Richtplatz der Götter bei Yggdrasil zu gelangen, da die Asenbrücke Bifröst ganz in Flammen steht und die heiligen Wasser (der Flüsse?) zum Sieden bringt (Grm 29). Aufgrund dieser Ortsangabe könnte der Fluss Teil der Ostgrenze Midgards gegenüber Jötunheim sein.                                                                                                  |
| 17  | Leiptr               | Leipt(r)              | Blitz (die Blitzende)                                    | 37               | 10           |               |       | Der Fluss strömt aus Hvergelmir (Gyl 4) und gehört zu den Élivágar (Gyl 5). Er fließt sodann an Midgard vorbei und stürzt anschließend hinab zur Welt der Hel (Grm 28). Sein „leuchtendes Wasser“ wird von Sigrun zur Bekräftigung eines Fluchs angerufen (HH II 31). |
| 18  | Nǫnn                 | Nönn                  | die Schnelle, die Starke                                 | 26               |              | 21            |       | |
| 19  | Nǫt                  | Nöt                   | die Feuchte                                              | 25               |              | 20            |       | |
| 20  | Nyt                  | Nyt                   | Nutzen (die Nützliche)                                   | 24               |              | 19            | X     | |
| 21  | Ǫrmt                 | Örmt                  | die sich in Arme teilende?                               | 39               |              |               |       | Ǫrmt gehört zu den Flüssen, die Thor jeden Tag durchwaten muss, um zum Richtplatz der Götter bei Yggdrasil zu gelangen, da die Asenbrücke Bifröst ganz in Flammen steht und die heiligen Wasser (der Flüsse?) zum Sieden bringt (Grm 29). Aufgrund dieser Ortsangabe könnte der Fluss Teil der Ostgrenze Midgards gegenüber Jötunheim sein.                                                                                                   |
| 22  | Rennandi             | Rennandi              | die Laufende                                             | 10               |              |               | X     | Ein Fluss an der Grenze von Asgard (Grm 27). |
| 23  | Rín                  | Rin                   | der Rhein                                                | 9                |              |               |       | Ein Fluss an der Grenze von Asgard (Grm 27). Rín ist der nordische Name des Rheins. |
| 24  | Síð                  | Sid                   | die Langsame                                             | 1                |              | 1             | X     | Ein Fluss in oder an der Grenze von Asgard (Gyl 39, Grm 27). |
| 25  | Slíðr                | Slid(r)               | die Schreckliche, die Gefährliche                        | 28               | 5            |               |       | Er strömt aus Hvergelmir (Gyl 4) und gehört zu den Élivágar (Gyl 5). Dann fließt er von Osten kommend „mit Messern und Schwertern durch Gifttäler.“ (Vsp 36). Der Name erinnert an Flüsse der christlichen Visionsliteratur, die ebenfalls Waffen führen, vergleiche auch Geirvimul (Nr. 4) und Saxo Grammaticus: Gesta Danorum, 1,31. |
| 26  | Sœkin, Sækin, Sekin  | Sökin, Sækin, Sekin   | die Eilende? die Vorwärtsdrängende?                      | 3                |              | 3             | X     | Ein Fluss in oder an der Grenze von Asgard (Gyl 39, Grm 27). |
| 27  | Strǫnd               | Strönd                | Strand (die Seichte?)                                    | 35               |              |               | X     | |
| 28  | Svǫl                 | Swöl                  | die Kühle, die Kalte                                     | 5                | 1            | 5             |       | Der Fluss strömt aus Hvergelmir (Gyl 4) und gehört zu den Élivágar (Gyl 5). Er fließt in oder an der Grenze von Asgard (Gyl 39, Grm 27). |
| 29  | Sylgr                | Sylg(r)               | Verschlinger (die Verschlingende)                        | 30               | 7            |               |       | Er strömt aus Hvergelmir (Gyl 4) und gehört zu den Élivágar (Gyl 5). |
| 30  | Þióðnuma             | Thjodnuma             | die Menschen Verschlingende                              | 23               |              | 25            |       | |
| 31  | Þǫll                 | Thöll                 | die Anschwellende?                                       | 17               |              | 15            |       | |
| 32  | Þyn                  | Thyn                  | die Brausende                                            | 15               |              | 13            | X     | Der Fluss wird auch in der Njáls saga erwähnt. |
| 33  | Ván                  | Wan                   | Hoffnung (die Wohltuende)                                | 33               |              |               |       | Ván heißt auch der Speichel des Fenriswolfs (Gyl 33). |
| 34  | Vegsvinn             | Wegswinn              | die Reißende?                                            | 22               |              | 24            | X     | |
| 35a | Víð, Víl             | Wid, Wil              | die Breite                                               | 2                |              | 2             |       | Im Grm doppelt genannt. Der Fluss strömt aus Hvergelmir (Gyl 4) und gehört zu den Élivágar (Gyl 5). Er fließt in oder an der Grenze von Asgard (Gyl 39, Grm 27). |
| 35b | Víð                  | Wid                   | Die Breite                                               | 32               | 9            |               |       | Im Grm doppelt genannt. |
| 36  | Vin                  | Win                   | die Versiegende?                                         | 16               |              | 14            |       | Der Fluss könnte mit Vina (Nr. 37) identisch sein. |
| 37  | Vína                 | Wina                  | Dwina                                                    | 21               |              | 23            | X     | In der Forschung identifiziert man diesen Fluss meist mit dem Fluss Dwina in Russland. |
| 38  | Vǫnd                 | Wönd                  | die Launische, die Schwierige                            | 34               |              |               | X     | |
| 39  | Ylgr                 | Ylg(r)                | die Wölfin                                               | 31               | 8            |               |       | Der Fluss strömt aus Hvergelmir (Gyl 4) und gehört zu den Élivágar (Gyl 5). |